# Drosophila lowei
Drosophila lowei este o specie de muște din genul Drosophila, familia Drosophilidae, descrisă de Heed, Crumpacker și Ehrman în anul 1968.
Este endemică în Arizona. Conform Catalogue of Life specia Drosophila lowei nu are subspecii cunoscute.